# Gemini 3
Gemini 3 (Gemini-Titan III, GT-3) – pierwszy załogowy lot programu Gemini, a także pierwszy wieloosobowy amerykański lot kosmiczny. Kapsuła Gemini 3 znajduje się obecnie na wystawie w Grissom Memorial of Spring Mill State Park.

## Załoga
Na początku 1964 roku ogłoszono pierwotne składy załóg: podstawowej i rezerwowej. W skład pierwszej weszli: Alan Shepard i Thomas Stafford, zaś w skład drugiej Walter Schirra i John Young. W trakcie treningu podczas rutynowych badań wykryto u Sheparda chorobę Ménière’a. Uniemożliwiło mu to udział w tym locie. 13 kwietnia 1964 roku NASA ogłosiła nowe składy załóg.

### Podstawowa
- Virgil Grissom (2) – dowódca
- John Young (1) – pilot

### Rezerwowa
- Walter Schirra (2) – dowódca
- Thomas Stafford (1) – pilot

### CapCom
- Gordon Cooper (przylądek Canaveral)
- Roger Chaffee (Houston)
- Neil Armstrong (Hawaje)[2]
- Charles Conrad (Carnarvon)[2]

CapCom (capsule communicator) – operator łączności komunikujący się ze statkiem kosmicznym

## Parametry misji
- Masa: 3236,9 kg
- Perygeum: 161,2 km
- Apogeum: 224,2 km
- Inklinacja: 32,6°
- Okres orbitalny: 88,3 minut
- Czas trwania lotu: 4 godz. 52 min. 31 s.
- Liczba okrążeń: 3
- Przebyta odległość: 128 748 km[3].

## Geneza
Misja Gemini 3 była pierwszym załogowym lotem program Gemini, którego realizację rozpoczęto w 1962 roku. Dwuosobowy statek kosmiczny miał stanowić pomost pomiędzy kapsułami jednoosobowymi Mercury a trzyosobowymi Apollo. Nadrzędnym celem całego programu Gemini było przeprowadzenie spotkania i dokowania na orbicie. Ponieważ po raz pierwszy przeprowadzono próbę załogowego lotu nowego statku, zaplanowano wykonanie tylko trzech okrążeń Ziemi.

## Cele misji

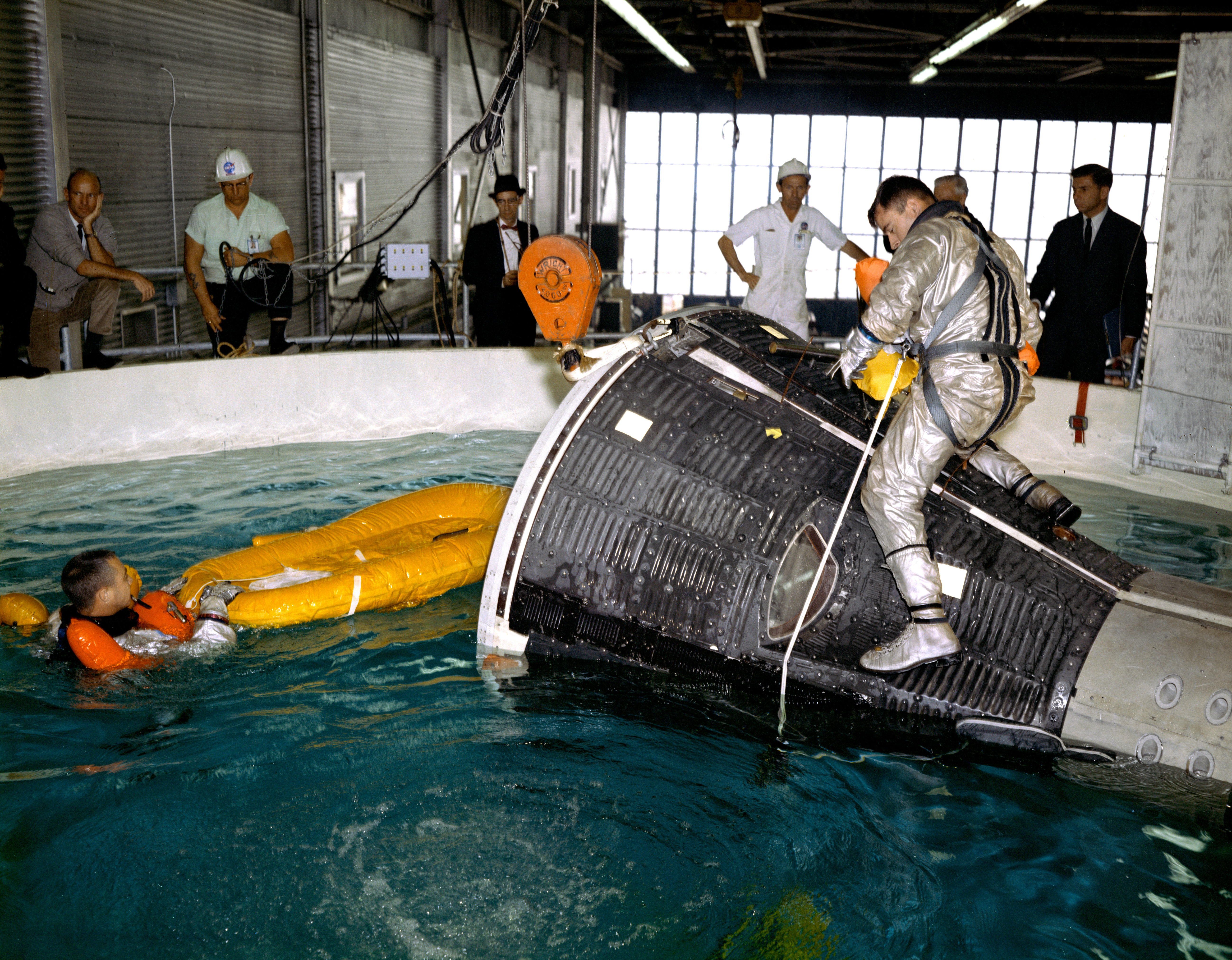
Astronauci podczas treningu opuszczania statku

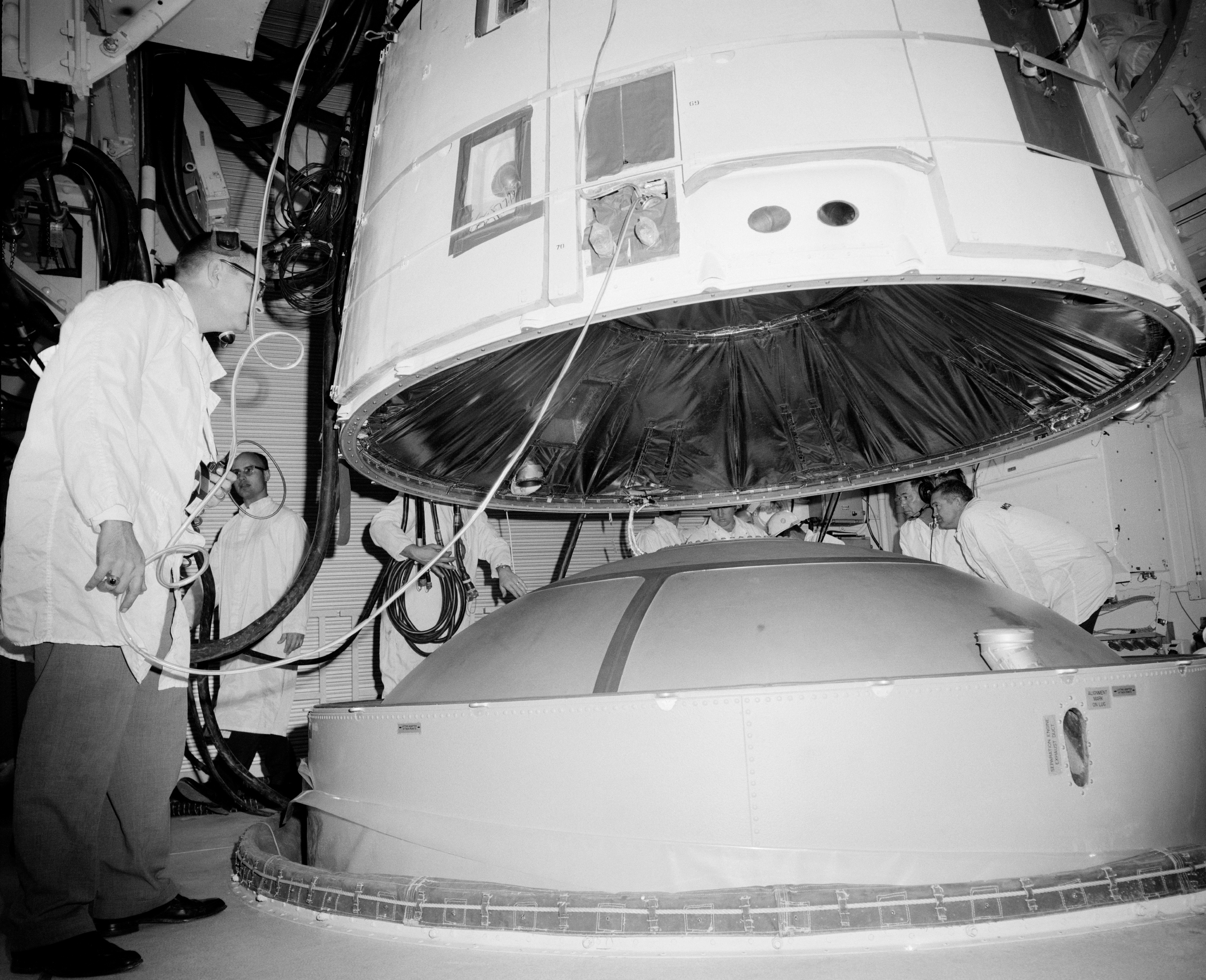
Instalacja kapsuły na szczycie rakiety

Statki Gemini umożliwiały astronautom większe możliwości wykonywania manewrów niż statki programu Mercury. Podstawowym celem lotu były testy statku Gemini, manewrowanie nim oraz, po raz pierwszy w historii amerykańskiego programu kosmicznego, zmiana parametrów orbity pojazdu załogowego przy użyciu systemu silniczków OAMS (Orbital Attitude and Maneuver System). Orbitalny system sterowania OAMS pozwalał na ręczne korygowanie orbity i zmianę kąta natarcia podczas wejścia kapsuły w atmosferę. W trakcie lotu miały także zostać przeprowadzone trzy eksperymenty naukowe: wpływ nieważkości na rozwój jaj jeżowców i na białe krwinki ludzkie, przepuszczanie fal radiowych przez plazmę podczas wejścia w atmosferę oraz fotografowanie powierzchni Ziemi.

## Przygotowania

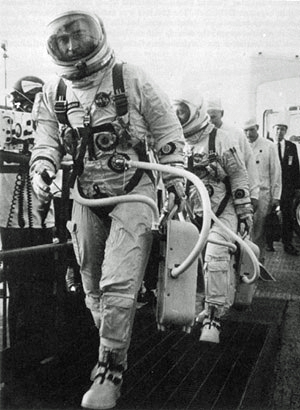
Walkout

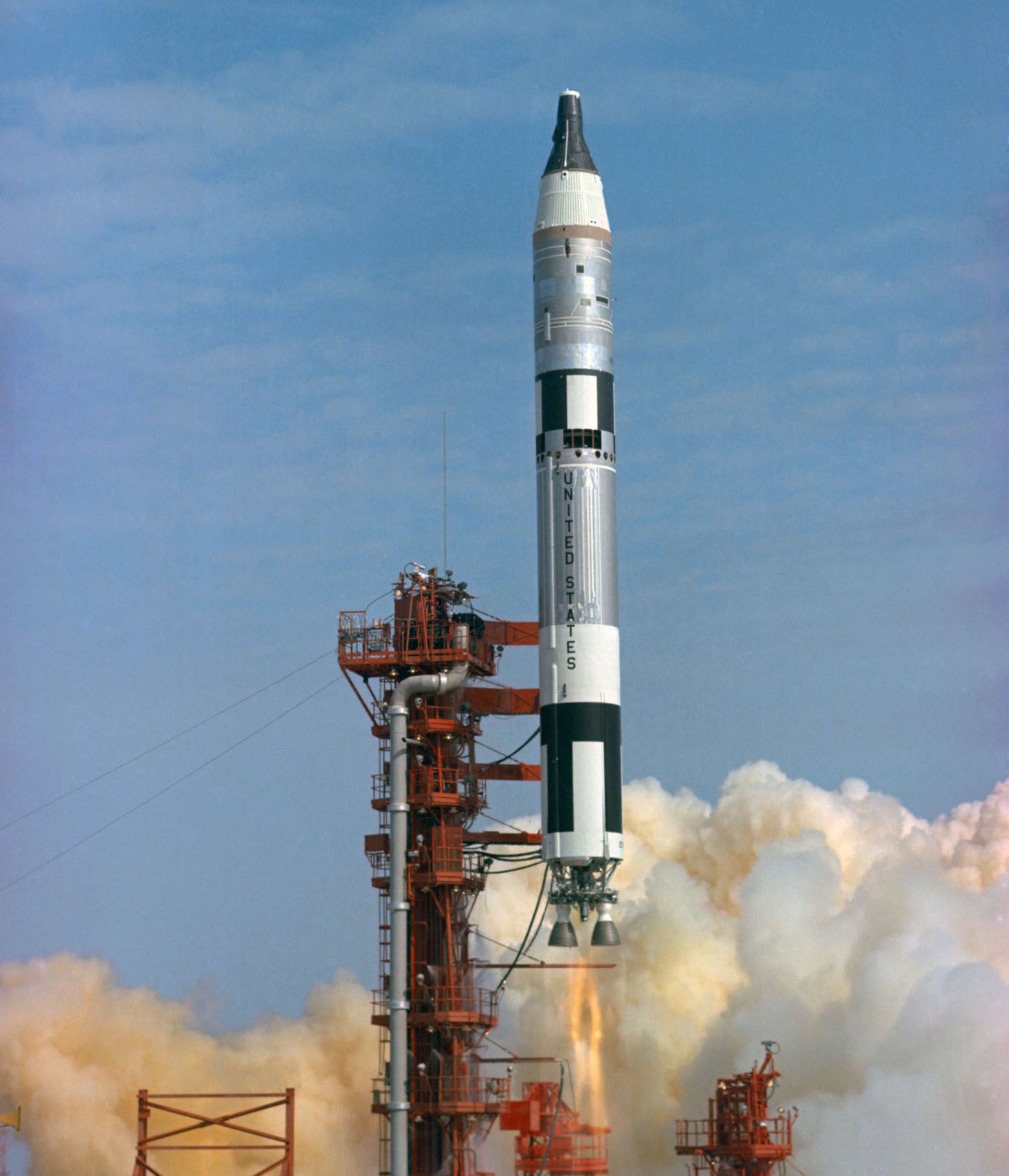
Start rakiety Titan II ze statkiem Gemini 3

20 kwietnia 1964 roku astronauci rozpoczęli trening. Obejmował on: kilkaset godzin lotów w symulatorze statku, loty samolotami myśliwskimi, skoki spadochronowe, survival oraz opuszczanie statku po wodowaniu. 24 listopada 1964 roku, podczas przygotowań do bezzałogowego lotu Gemini 2 załoga odbyła symulowane odliczanie przedstartowe.
W tym samym czasie Gus Grissom wybrał nazwę dla kapsuły – The Molly Brown, bohaterki musicalu Niezatapialna Molly Brown (premiera filmu odbyła się w czerwcu 1964 roku). Nazwa związana była z faktem, że kapsuła Grissoma z programu Mercury - Liberty Bell 7 – spoczęła na dnie Atlantyku, omal nie zabierając ze sobą astronauty. NASA nie chciała się na nią zgodzić, gdyż uważała, iż jest ona dla agencji ośmieszająca. Jednak po zaproponowaniu alternatywnej nazwy Titanic, zarząd NASA zmienił zdanie i zdecydował się na pierwotną wersję. W kolejnych lotach agencja zabroniła jednakże nadawania nazw indywidualnych dla kapsuł. Do tradycji tej powrócono dopiero w |programie Apollo, chociaż załogi Gemini 4 i Gemini 5 nadały pojazdom nieoficjalne nazwy.
W grudniu 1964 roku na Przylądek Kennedy’ego (obecnie Canaveral) przywieziono rakietę Titan II 62-12558. 4  stycznia 1965 roku dotarła tam kapsuła Gemini o numerze seryjnym 3. 25 stycznia 1965 roku rakieta Titan II znalazła się na wyrzutni LC-19 17 lutego 1965 roku, na szczycie rakiety zainstalowano statek Gemini 3. 18 marca 1965 roku przeprowadzono symulowane odliczanie przedstartowe (TCDT). 20 marca 1965 roku odbyło się Flight Readiness Review (FRR), w trakcie którego ustalono datę startu na 23 marca 1965 roku.
23 marca 1965 roku o godz. 9:40 UTC astronauci zostali obudzeni przez Deke'a Slaytona. Po krótkich badaniach medycznych udali się na śniadanie. Zgodnie z obowiązującą od lotu MR-3 tradycją składało się ono z jajek i steka. Następnie astronauci przeszli do pomieszczenia technicznego, gdzie obsługa pomogła założyć im skafandry G3C. Po ubraniu kombinezonów astronauci udali się do AstroVana, który dowiózł ich na wyrzutnię LC-19. Tam załoga przeszła końcowe przygotowania w White Roomie. O godz. 12:12 Grissom i Young zajęli miejsca na pokładzie statku Gemini 3. O 12:30 zostały zamknięte włazy.

## Przebieg misji
O godz. 14:24 UTC nastąpił start z platformy startowej nr 19. Podczas odliczania zdarzyła się tylko jedna krótka przerwa, spowodowana koniecznością regulacji jednego z czujników. O 14:26 oddzielił się pierwszy stopień rakiety, zaś o 14:29 drugi. Tym samym Gemini 3 znalazł się na niskiej orbicie okołoziemskiej o parametrach: perygeum – 161 km, apogeum – 230,5 km. Zaraz po starcie Grissom zjadł kanapkę z wołowiną, którą Young przeniósł na pokład w jednej z kieszeni skafandra. W efekcie nowicjusz otrzymał od NASA ostrą reprymendę.
Podczas lotu nad Afryką astronauci wykonali dwa eksperymenty. Eksperyment z krwinkami powiódł się tylko częściowo – wyniki badań okazały się niejednoznaczne. Niedługo potem astronauci podjęli próby manewrowania pojazdem na orbicie. W trakcie przelotu nad Teksasem (USA) uruchomiono silniki systemu sterowania reakcyjnego statku kosmicznego. Pierwszy manewr został wykonany przez Grissoma i trwał 15 minut. Drugi miał miejsce w trakcie kolejnego obiegu Ziemi. Zmienił on orbitę statku. Perygeum zmieniło się nieznacznie, wynosząc 158 km, natomiast apogeum obniżono do 168 km. W ten sposób orbita stała się prawie kołowa. W trakcie drugiego okrążenia Grissom włączył małe silniki boczne, które spowodowały nieznaczne przesunięcie płaszczyzny orbity pojazdu, przesuwając ją o około 1,5 km. Trzeci z manewrów został wykonany silniczkami OAMS podczas przelotu nad Oceanem Indyjskim i trwał 2,5 minuty. W trakcie manewru perygeum zostało obniżone do wysokości 72 kilometrów. Wówczas, gdyby nastąpiła awaria silników, statek wszedłby w atmosferę pod złym kątem i uległ dezintegracji, a tym samym astronauci ponieśliby śmierć. Ostatnia z operacji miała miejsce w trakcie trzeciego okrążenia Ziemi i miała na celu przywrócenie normalnych parametrów orbity.
Po zakończeniu manewru astronauci rozpoczęli przygotowania do deorbitacji. Odpalono ładunki pirotechniczne, dzięki którym nastąpiła separacja kapsuły powrotnej od przedziału napędowo-przyrządowego. Kilka minut później uruchomiono retrosilniki i statek Gemini 3 wszedł w atmosferę ziemską. Wokół pojazdu pojawiła się rozgrzana plazma. W tym momencie John Young rozpoczął eksperyment z łącznością. Nadawał sygnały, które miały być odebrane przez stacje naziemne. Te przechwyciły tylko część z sygnałów.
Kiedy statek wszedł w troposferę, znów odebrano wszystkie sygnały. Zetknięcie kapsuły z wodą nastąpiło w punkcie 22°26’N, 70°51’W, na Atlantyku, na północny wschód od kolonii brytyjskiej Turks i Caicos we wschodniej części archipelagu Bahamów 23 marca 1965 roku o godzinie 19:16:31 w odległości około 110 km od zaplanowanego miejsca. Załogę i statek ewakuował lotniskowiec USS Intrepid.

## Podsumowanie
W zasadzie osiągnięto wszystkie podstawowe cele misji z wyjątkiem pełnej kontroli wejścia kapsuły w atmosferę. Nie udało się precyzyjnie ustawić kąt natarcia statku (okazał się mniejszy, niż zakładano). Częściowo zostały osiągnięte drugoplanowe cele. Ze względu na awarię sprzętu zrezygnowano z jednego z doświadczeń przeprowadzanych w stanie nieważkości. Również zadanie fotografowania Ziemi zostało wykonane tylko częściowo. Z dziewięciu kolejnych misji Gemini aż sześć było poświęconych, jeśli nie całkowicie, to w znacznym stopniu operacjom spotkania i dokowania. Nic w tym dziwnego, operacje te stanowiły istotną część programu Apollo.

## Galeria

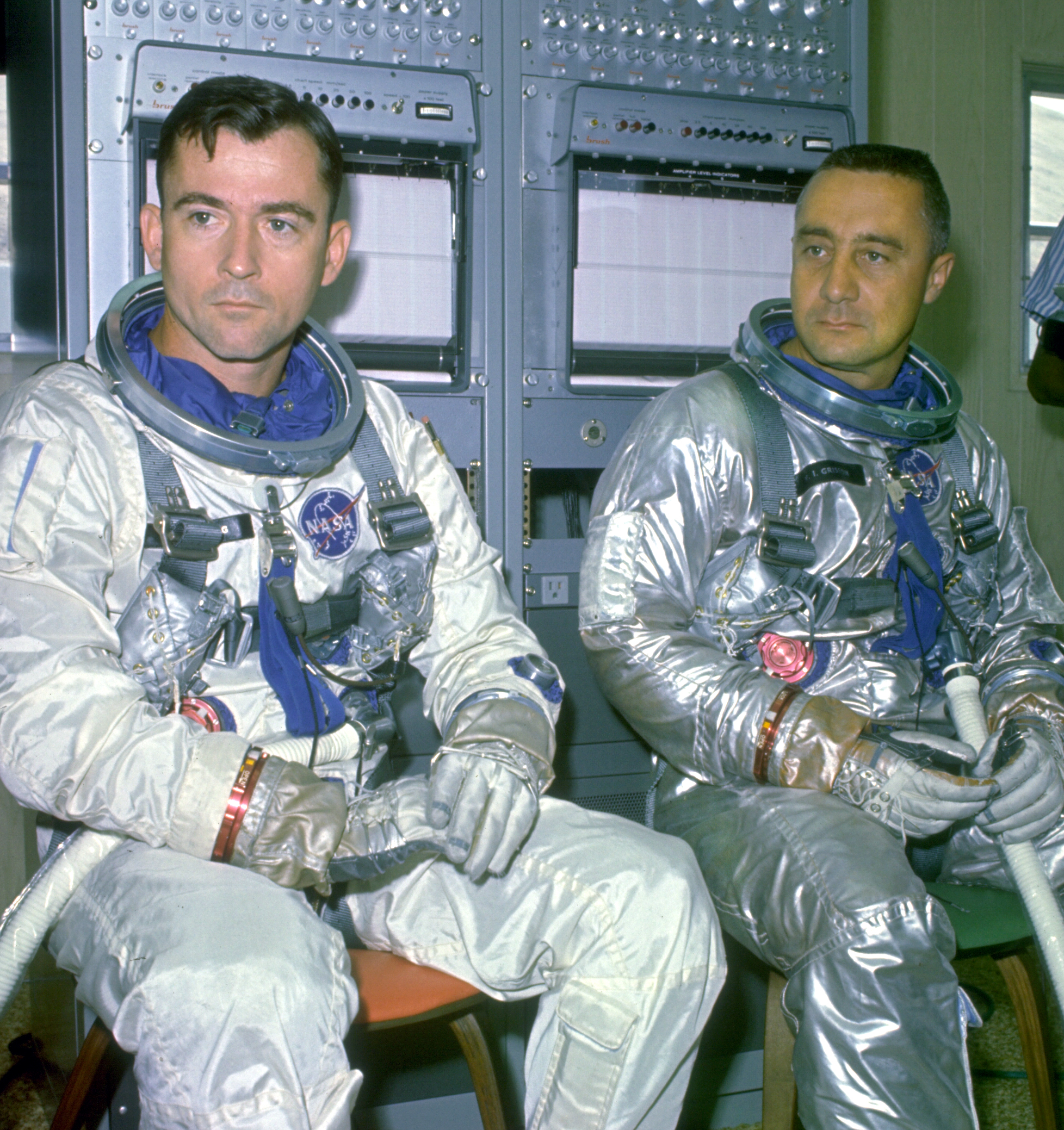
Załoga Gemini 3 podczas przygotowań do lotu
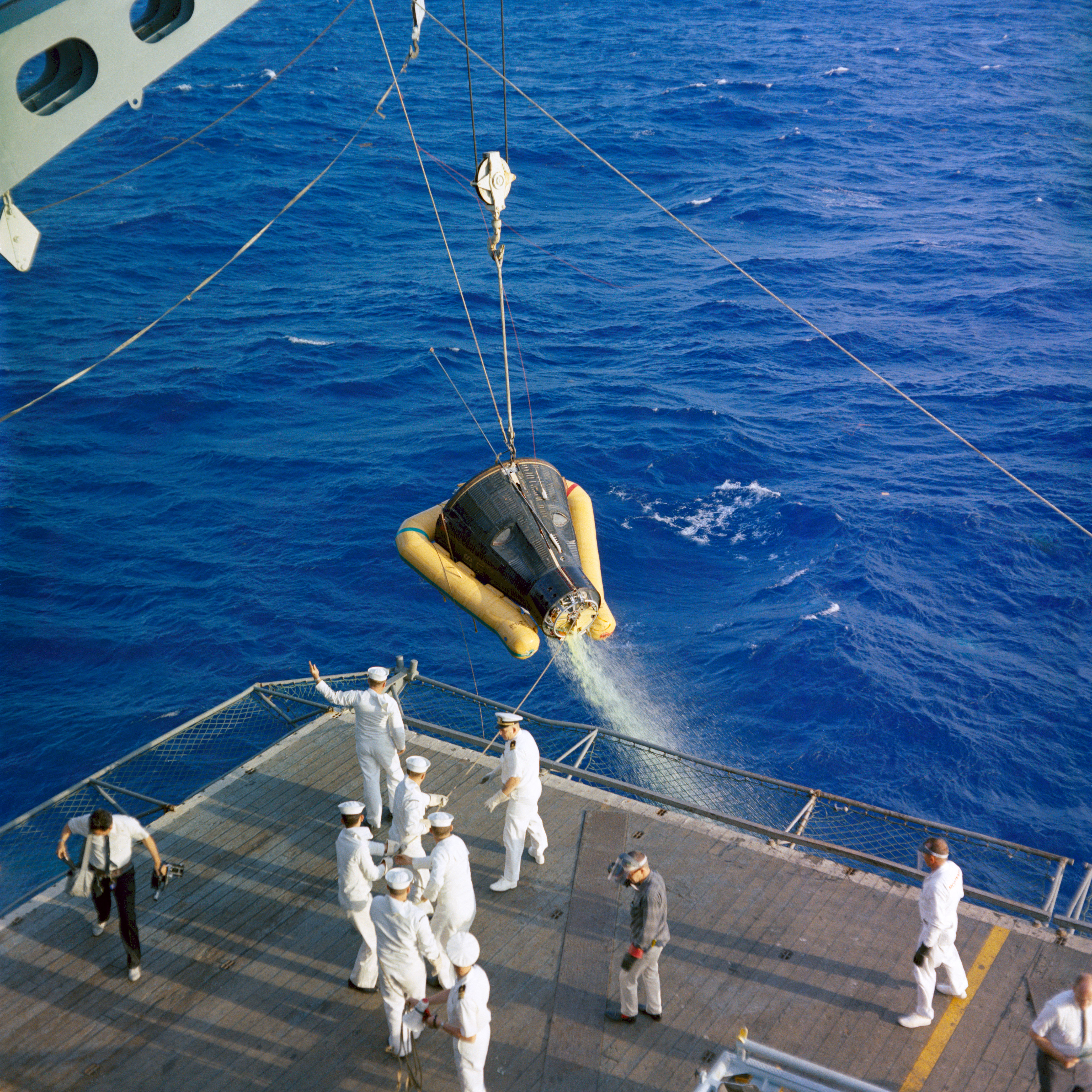
Statek po wodowaniu